# URI
URI (/ˌjuː ɑːr ˈaɪ/, „ю-ар-ай“, на английски: Uniform Resource Identifier) е унифициран идентификатор на ресурс. URI е последователност от символи, идентифицираща абстрактен или физически ресурс. Преди се е наричал Universal Resource Identifier – универсален идентификатор на ресурс.
URI е символен стринг, който препраща към даден ресурс. Той позволява да се идентифицира някакъв определен ресурс: документ, изображение, файл, служба, кутия на електронна поща и т.н. Преди всичко, става въпрос за мрежови ресурси от интернет и World Wide Web. URI предоставя прост и разширяем начин за идентификация на ресурсите. Най-често това са линкове към URL, които идентифицират съответния ресурс, сочейки къде се намира той в мрежата. Разширяемостта на URI означава, че вече съществуват няколко схеми на идентификация в URI, и още повече ще се създадат в бъдеще.

## Връзка между URI, URL и URN
URI е или URL, или URN, или едновременно и двете.
URL е URI, който, освен идентификацията на ресурса, предоставя още и информация за местонахождението на този ресурс. От друга страна, URN е URI, който само идентифицира ресурса в определено именно пространство (и, съответно, в определен контекст), но не посочва местонахождението му. Например, URN urn:ISBN:0-395-36341-1 е URI, който сочи към ресурс (книгата) 0-395-36341-1 в именно пространство на ISBN, но, за разлика от URL, URN не посочва местонахождението на този ресурс: в него не е казано напр. в кой магазин може да се купи тя или от кой сайт да се свали. Впрочем, в последно време се появява тенденция URI да се нарича просто всеки низ-идентификатор, без други уточнения. Така че, може би, термините URL и URN скоро ще останат в миналото.
Доколкото URI не винаги посочва как да се получи ресурса, за разлика от URL, а само го идентифицира, това дава възможност да се описва с помощта на RDF (Resource Description Framework) ресурсите, които не могат да бъдат получени чрез интернет (например, личност, автомобил, град и т.н.).